# Jaime Delgado Barreda
Jaime Carlos Delgado Barreda (Arequipa, 4 de noviembre de 1950 - Ibídem, 23 de marzo del 2019) fue un abogado, periodista y político peruano. Fue miembro del Partido Popular Cristiano y ejerció como diputado por Arequipa durante el breve periodo 1990-1992.

## Biografía
Nació en la ciudad de Arequipa, el 4 de noviembre de 1950.
Estudió la carrera de Derecho en la Universidad Católica de Santa María de Arequipa desde el año 1968 hasta el año 1974 donde obtuvo su título de abogado. También realizó estudios de Ciencias de la Comunicación, logrando graduarse como bachiller.
Fue socio del Estudio Delgado Tapia y Abogados, así como abogado del Estudio Flores-Aráoz. Fue también asesor del Ministerio de Justicia durante el gobierno de Alberto Fujimori desde el año 1999 hasta el año 2000.
Fue vicepresidente del Club Mejía (1999) y director de la Asociación Umamonos (2002).

## Trayectoria política
Jaime Delgado fue militante del Partido Popular Cristiano fundado por Luis Bedoya Reyes y dentro del partido ejerció como secretario nacional de asuntos electorales en la sede de Arequipa (1978-1988). Fue también asesor de la presidencia del PPC durante el mandato de Ántero Flores-Aráoz (2001-2004).

### Diputado por Arequipa
En las elecciones del año 1990, postuló a la Cámara de Diputados por el Frente Democrático liderado por Mario Vargas Llosa. Delgado resultó elegido como diputado por Arequipa con 17,048 votos y fue juramentado para el periodo parlamentario 1990-1995. Sin embargo, su cargo terminó siendo disuelto tras el autogolpe de estado del 5 de abril de 1992 decretado por el entonces presidente Alberto Fujimori.
Posteriormente en las elecciones municipales del año 2002 participó sin éxito como candidato a regidor de la ciudad de Arequipa por el Movimiento Regional Arequipa Unida y en el año 2006 por Arequipa Desarrollo Total. Postuló también al Parlamento Andino ese mismo año por la coalición Unidad Nacional de Lourdes Flores.
Fue miembro del Consejo Consultivo del Partido Popular Cristiano desde diciembre del 2003 hasta noviembre del 2007.

## Fallecimiento
El 23 de marzo del 2019, Jaime Delgado Barreda falleció a los 68 años en su natal Arequipa.